# Trophocosta
Trophocosta es un género de polillas tortrícidas categorizado en la tribu Tortricini, de la subfamilia Tortricinae. Fue descrito por Józef Razowski en 1964.

## Especies
- Trophocosta argyrosperma (Diakonoff, 1953)
- Trophocosta aurea Razowski, 1966
- Trophocosta conchodes (Meyrick, 1910)
- Trophocosta cyanoxantha (Meyrick, 1907)
- Trophocosta hilarochroma (Diakonoff, 1951)
- Trophocosta maculifera Kuznetzov, 1992
- Trophocosta nitens Razowski, 1964
- Trophocosta nummifera (Meyrick, 1910)
- Trophocosta tucki Razowski, 1986